# Copelatus galapagoensis
Copelatus galapagoensis là một loài bọ cánh cứng trong họ Bọ nước. Loài này được G.R.Waterhouse miêu tả khoa học năm 1845.